# Cryptochironomus longicerus
Cryptochironomus longicerus är en tvåvingeart som först beskrevs av Greze 1951.  Cryptochironomus longicerus ingår i släktet Cryptochironomus och familjen fjädermyggor.
Artens utbredningsområde är Estland. Inga underarter finns listade i Catalogue of Life.